# قافله‌سالار عشق
قافله‌سالار عشق آلبومی استدر سوگ محمدرضا لطفیبه آهنگسازی مازیار شاهیو خوانندگی سالار عقیلی. اشعار این آلبوم سرودهٔ هوشنگ ابتهاج، سید محمدحسین شهریار و مازیار شاهی است و نوازندگانی چون هوشمند عبادی، علیرضا جواهری و صمد برقی در این اثر به نوازندگی پرداخته‌اند. سالار عقیلی که آرزوی هنری‌اش همکاری با محمدرضا لطفی بود معتقد است که فضای این آلبوم به درستی داغ فقدان استاد لطفی را برای اهالی موسیقی تداعی می‌کند.

## فهرست آهنگ‌ها
1. آینهٔ شکسته
2. غرنگ
3. طرحی از ویرانه‌های دور
4. ببارد خزانم
5. رحیل
6. یاد یار
7. هوای روی تو دارم
8. گریه گرفته‌ست گلو
9. نی
10. سر پروازم نیست
11. وداع